# 港区会展站
港区会展站是郑州地铁城郊线的地铁车站，位于中华人民共和国河南省郑州市航空港区（行政区划属中牟县）在建的郑州新国际会展中心东侧荆州路地下，于2022年6月20日随城郊线二期工程通车而启用。

## 车站结构

### 车站楼层
港区会展站的主体结构位于荆州路地下，呈南北走向，为地下二层车站，B1层为站厅层，B2层为站台层。
| 1F  | 地面     | 所有出入口                                       |
| B1F | 站厅     | 客服中心、自动售票机、行李检查、闸机、车站控制室 |
| B2F | █ 城郊线 | 往南四环/2号线贾河 （机场东）                    |
| B2F | 岛式站台 | 至站厅                                           |
| B2F | █ 城郊线 | 往郑州航空港站 （郑州航空港站）                  |

### 站厅
港区会展站的站厅位于B1层，设有客服中心、自动售票机、行李检查等设施。站厅由闸机和栏杆分隔为付费区和非付费区，付费区内设有自动扶梯、步梯和无障碍电梯连接站台。在非付费区近A口通道旁设卫生间和母婴室。

### 站台
港区会展站设一座岛式站台，位于B2层，安装有高站台门。站台呈南北向，东侧站台面由城郊线往南四环/2号线贾河方向的列车使用，西侧站台面由城郊线往郑州航空港站方向的列车使用。

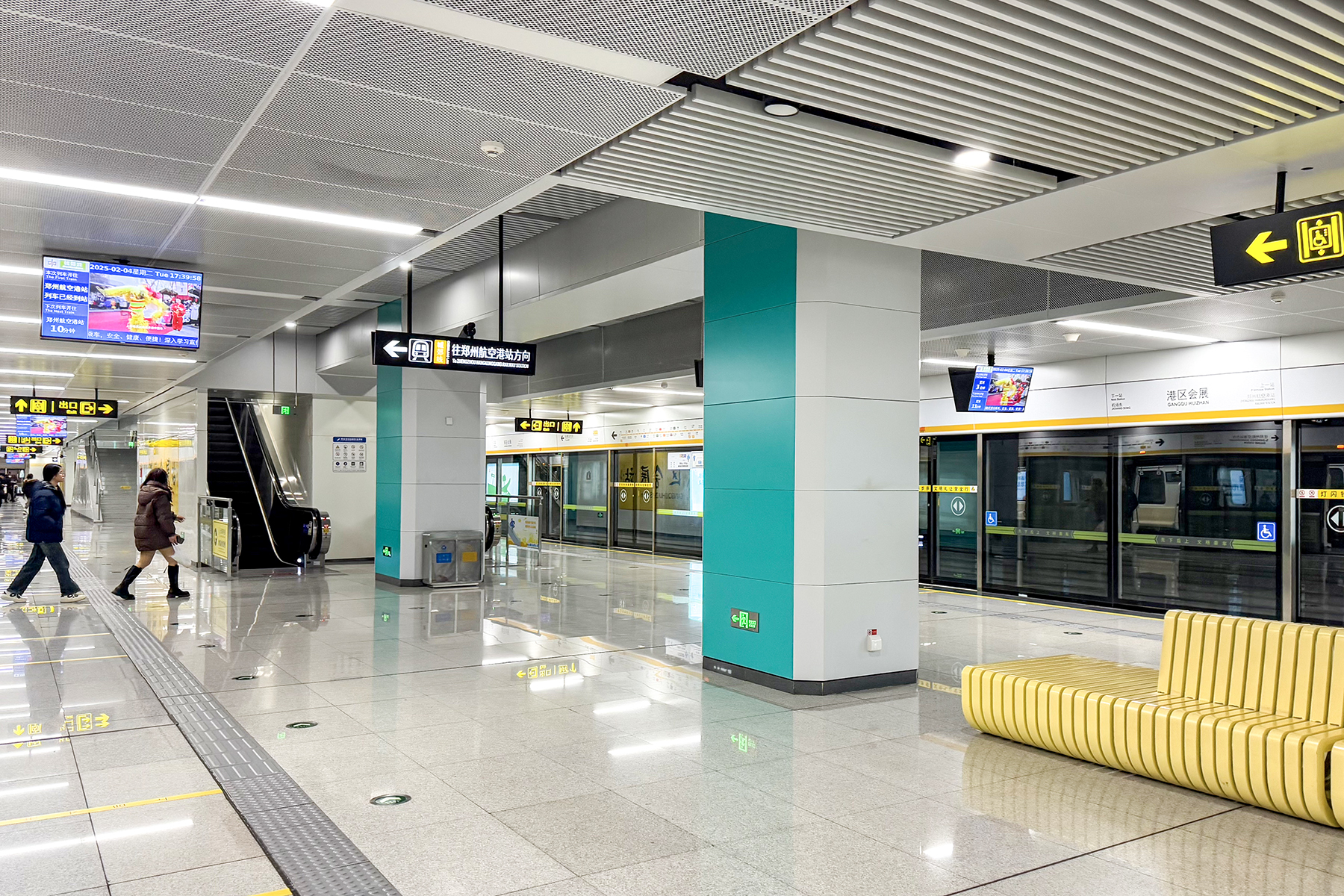
站台
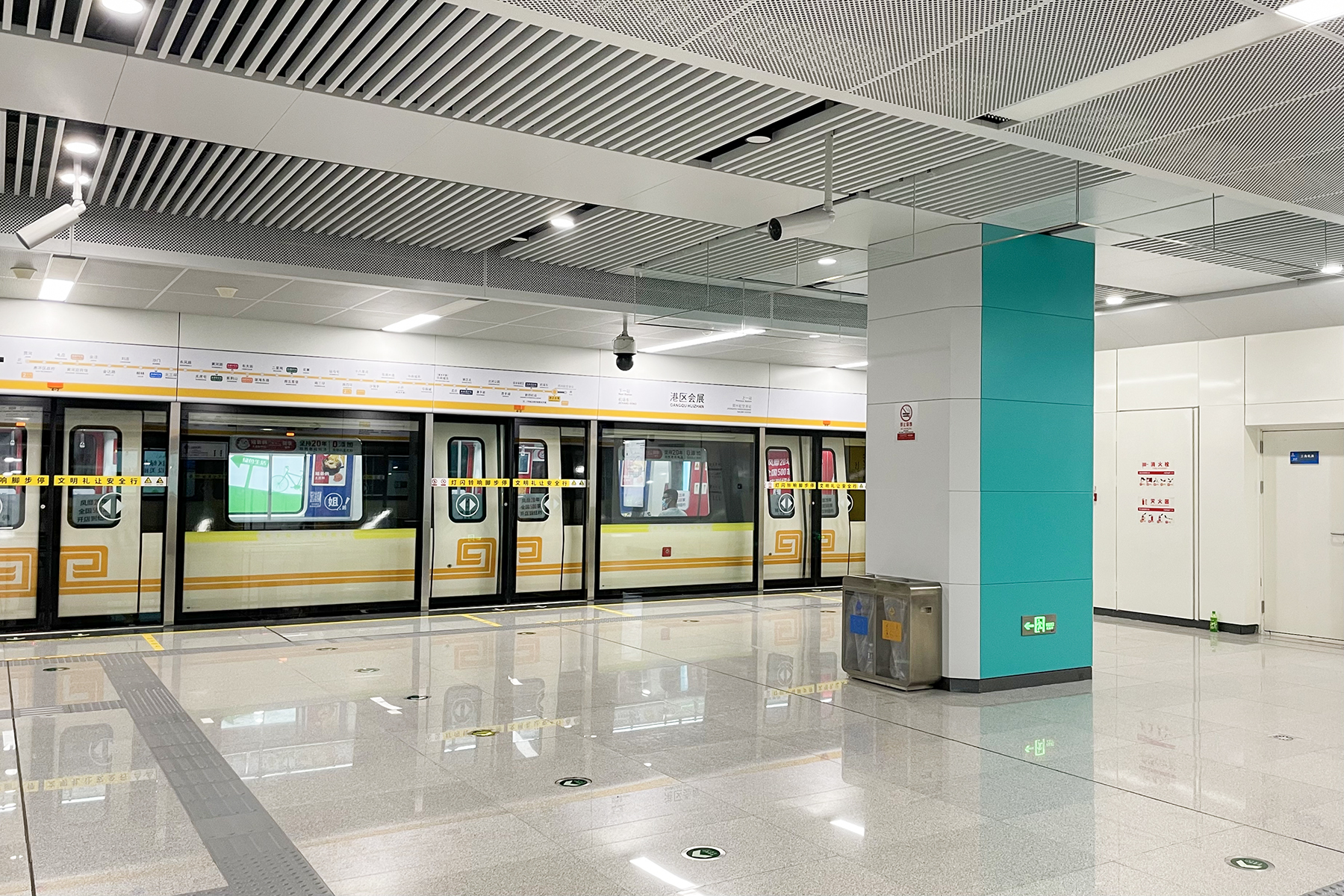
站台

### 出入口
港区会展站设有A、B、C、D共4个出入口，连接地面和站厅非付费区。其中A、D口位于荆州路东侧，B、C口位于荆州路西侧，目前启用B、C、D口，B口和D口设有无障碍电梯
该站各出入口信息如下表所示。
| 编号                              | 指示 | 接驳交通 |
| --------------------------------- | ---- | -------- |
| （暂未启用）                      |      |          |
|                                   |      |          |
|                                   |      |          |
|                                   |      |          |
| 注： 设有无障碍电梯 \| 设有卫生间 |      |          |